# Gaetano Quagliariello (biochimico)
Gaetano Quagliariello (Salerno, 19 dicembre 1883 – Napoli, 2 giugno 1957) è stato un biochimico e politico italiano.
Ricoprì a Napoli la prima cattedra italiana di biochimica e chimica fisiologica.

## Biografia
Allievo di Filippo Bottazzi, contribuì allo sviluppo in Italia della biochimica. Fu professore universitario presso l'Università di Napoli, dove ricoprì la prima cattedra di biochimica e chimica fisiologica; nominato Rettore della stessa Università, riunì intorno a sé una serie di scienziati che fondarono la scuola biochimica in Italia.
Ha fatto parte del Comitato nazionale per le scienze biologiche del Consiglio Nazionale delle Ricerche, nonché socio dell'Accademia dei Lincei e della Pontificia accademia delle scienze.

### Esperienza politica
Nella I legislatura della Repubblica Italiana è stato Senatore.

## Famiglia
Sposato con Anna Ricciardi, è lo zio (fratello del padre) di Gaetano Quagliariello (avvocato) e di Ernesto Quagliariello (scienziato), nonché pro-zio dell'omonimo Gaetano Quagliariello (politico e costituzionalista).